# Aspila designata
Aspila designata är en fjärilsart som beskrevs av Brandt 1941. Aspila designata ingår i släktet Aspila och familjen nattflyn. Inga underarter finns listade i Catalogue of Life.